# Кармаль, Бабрак
Бабра́к Карма́ль (пушту ببرک  کارمل‎;  6 января 1929, Камари, Кабул, Королевство Афганистан — 3 декабря 1996, Москва, Россия) — афганский политический, государственный и партийный деятель, один из основателей Народно-демократической партии Афганистана (НДПА), лидер фракции «Парчам» (рус. Знамя).
В период советского военного присутствия в Афганистане — Генеральный секретарь ЦК НДПА, Председатель Революционного совета (глава государства) Демократической Республики Афганистан (1979—1986), Председатель Совета министров ДРА (1979—1981).
Правительство Кармаля в значительной степени опиралось на поддержку советских войск и не пользовалось массовой поддержкой населения, поэтому его иногда характеризуют как марионеточное.

## Биография
Родился в Кабуле в семье армейского генерала. Предки Кармаля по линии отца были выходцами из индийского Кашмира, которые переехали в Кабул во времена, когда Кашмир принадлежал империи Дуррани. На новом месте они ассимилировались с таджикским сообществом Кабула. Его отец скрывал своё непуштунское происхождение и говорил только на пушту. Мать Кармаля была персиязычная пуштунка из племени гильзаев. Настоящее имя его было Султан Хуссейн, которое он изменил на похожее, типично афганское имя.
В Кабульском университете, где учился на экономическом и юридическом факультетах, увлёкся идеями коммунизма. В 1950-е годы возглавлял Движение учащейся и студенческой молодёжи Афганистана за демократические права и свободы. За организацию студенческих демонстраций неоднократно арестовывался. В 1965 году вступил в Народно-демократическую партию Афганистана (НДПА). Позже возглавил фракцию «Парчам». В 1965—1973 годах был депутатом парламента страны (одним из четырёх от НДПА, главой фракции).
После Саурской Революции (1978) стал заместителем председателя Революционного совета, но уже летом 1978 был смещён с этого поста и отправлен послом в Чехословакию. Осенью 1978 года был обвинён в организации антиправительственного заговора и снят с должности посла. Остался в эмиграции.
После ввода сил Советской Армии в Афганистан в декабре 1979 года стал генеральным секретарём ЦК НДПА, председателем Революционного совета и председателем Совета министров (последний пост занимал до 1981 года). 4 мая 1986 года по решению 18-го пленума ЦК НДПА Б. Кармаль был освобождён «по состоянию здоровья» от обязанностей генерального секретаря ЦК партии при сохранении за ним членства в Политбюро. Смещение с должности было вызвано переменами в СССР, где к власти пришёл М. С. Горбачёв. В конце 1986 года был снят и с поста председателя Революционного совета.
После ухода со всех постов был вынужден эмигрировать и проживал в Москве, в первые годы эмиграции — на даче в Серебряном Бору.

## Болезнь и смерть
Кармаль страдал алкоголизмом, из-за чего болел циррозом, что советская, а за ней и российская пропаганда упорно отрицали. В последние годы жизни состояние здоровья Бабрака Кармаля резко ухудшилось из-за рака печени, поэтому он регулярно проходил курс лечения.
Умер 3 декабря 1996 года в 1-й городской больнице города Москвы; похоронен в Афганистане, в Хайратоне.

## Личная жизнь
По свидетельству советского военачальника Александра Майорова, занимавшего в 1980—1981 годах должность главного военного советника в Афганистане, состоял в близких отношениях с одной из четырёх первых женщин-депутатов в истории Афганистана Анахитой Ратебзад.

## Мнения
В своих мемуарах «Правда об Афганской войне», бывший Главный военный советник Вооружённых сил Демократической Республики Афганистан, генерал армии Александр Майоров, дал следующую оценку Кармаля:
«В жизни своей я не любил дураков, лодырей и пьяниц. А тут все эти качества сосредоточились в одном человеке. И этот человек — вождь партии и глава государства!»
Борис Громов в книге «Ограниченный контингент» пишет:
Генерал армии Валентин Иванович Варенников, которому в Афганистане неоднократно приходилось встречаться с Кармалем, позднее рассказывал:
— Он всегда внимательно выслушивал предложения, которые ему высказывались. Много записывал и часто в конце бесед говорил: «Вот вы смотрите и, должно быть, думаете — пишет, пишет этот Кармаль, а ведь всё равно делать ничего не будет…» На самом деле именно так и было. Кармаль не заслуживал доверия ни со стороны своих соратников, ни со стороны народа, ни со стороны наших советников. Был он демагогом высшего класса и искуснейшим фракционером. Мастерски умел прикрываться революционной фразой. Этот «талант» помог ему создать вокруг себя ореол лидера. Каждый раз после очередного просчёта он всех убеждал: «Товарищи, вот теперь мне всё ясно! Ошибок больше не будет!» Ему всякий раз верили и ждали. А он тем временем расшатывал партию, с народом не работал, да и не умел работать или не считал нужным это делать. Фактически он не боролся за народ — это однозначно. В государственном и партийном аппаратах создал такую бюрократическую систему, которая даёт знать о себе и по сей день. Именно здесь вязли и продолжают увязать многие хорошие решения партии и правительства. К сожалению, многие излишне надеялись на Кармаля, шли у него на поводу.